# Estación San Mayol
San Mayol es una estación ferroviaria, ubicada en el Partido de Tres Arroyos, en la Provincia de Buenos Aires, Argentina.

## Servicios
Es una pequeña estación del ramal perteneciente al Ferrocarril General Roca, desde la estación Barrow hasta la estación Lobería. No presta servicios de pasajeros. 